# United States Army Research Laboratory
Das Army Research Laboratory (ARL) ist das zentrale Forschungslabor der US-Armee. Die Aufgabe des ARL besteht darin, Wissenschaft und Technologie zu entdecken, zu erneuern und umzustellen, um eine dominierende strategische Landmacht zu sichern. Seine Vision ist es, das wichtigste Laboratorium der Nation für Landstreitkräfte zu sein.

## Standorte
Das ARL hat seinen Hauptsitz im Adelphi Laboratory Center (ALC) in Adelphi, Maryland. Der größte Einzelstandort befindet sich am Aberdeen Proving Ground in Maryland. Weitere wichtige ARL-Standorte sind der Research Triangle Park in North Carolina, die White Sands Missile Range in New Mexico und Orlando, Florida sowie das Glenn Research Center der NASA in Ohio und das Langley Research Center in Virginia.
Neben dem Amt für Heeresforschung verfügt das ARL über sechs technische Forschungsrichtungen:
- Computer- und Informationswissenschaften
- Humanforschung und Technik
- Sensoren und elektronische Geräte
- Überlebensfähigkeit/Tödlichkeitsanalyse
- Fahrzeugtechnik
- Waffen- und Materialforschung